# Aplidium multipapillatum
Aplidium multipapillatum är en sjöpungsart som beskrevs av C.S. Millar 1975. Aplidium multipapillatum ingår i släktet Aplidium och familjen klumpsjöpungar. Inga underarter finns listade i Catalogue of Life.